# T-34 ナチスが恐れた最強戦車
「T-34 ナチスが恐れた最強戦車」（原題 「Танки」（戦車））は、キム・ドゥルーチニン監督のロシアのアクション・アドベンチャー映画 。主演はアンドレイ・メルズリキン  、映画のアイデアの作者はウラジーミル・メジンスキー。副題のキャッチコピーは「戦車: 初代無敵軍団」とされた。
映画の初演は 2018年4月26日 。2019 年2月23日にロシアのテレビでも公開された。

## あらすじ
時代は、 1939年から1940年にかけて。新しい戦闘車両製造の承認を受けるために、ハリコフ-モスクワルートに沿って設計者ミハイル・コーシュキンが、その後T-34と呼ばれるようになる戦車の試作品を、極秘に走らせた物語である。この戦車は、その後、ソビエト連邦が大祖国戦争に勝利するのに大きく貢献した。

## 配役
- T-34戦車の主任設計者 ミハイル・コーシュキン - アンドレイ・メルズリキン（英語版、ロシア語版）
- NKVD（内部人民委員部）ピョートル・ミズリン中尉 - アントン・フィリペンコ
- 冶金学者 リディア・カタエバ - アグラヤ・タラソワ（英語版、ロシア語版）
- ヴァシリー・クリヴィチ、第1戦車のテスト エンジニア（ドイツ諜報機関アプヴェーアの秘密諜報員) - ドミトリー・ポドゥノーゾフ
- ニコライ・カイラット、第2戦車の運転手 - セルゲイ・ストゥカロフ
- モスクワへの先導トラックの運転手、アルカディ・キリロフ - ドミトリー・ツツキン
- アンドレイ・デジョノフ- ハリコフ戦車工場長ユーリー・マクサレーヴ
- デザインエンジニア、ニコライ・クチェレンコ - ドミトリー・ギレフ
- 設計技師アレクサンドル・モロゾフ - ゲオルギー・ボロネフ
- 司令官グリゴリー・クリーク(テスト後、彼は元帥に昇進 ) - アレクサンドル・トゥーチン
- ゲオルギー・ジューコフ中佐（後に陸軍大将、元帥） - ニコライ・ゴルシコフ
- 赤軍の少佐、砲兵隊の指揮官 - ウラジミール・カプースチン
- 労農民兵組織の地区部門の責任者 - ドミトリー・ゴツディナー
- ガイガー大佐、ドイツ諜報機関アプヴェーア隊長 - マッツ・ラインハルト
- ベルリンの参謀将校 - マーシャ・トカレバ
- ドイツ偵察隊の司令官、ゴッツォ - アレクセイ・オフシャンニコフ
- エンジニアのシュルツ、ドイツ出身の戦車スペシャリスト - レオニード・ティムツニク
- ドイツ諜報機関アプヴェーアの工作員 - ウラディミール・ヴェリョヴォーチョキン
- バチャ、白色テロ防諜局の責任者 - ユーリー・イツコフ
- ひげを生やした、白いコサックのリーダー - イゴール・グラビュゾフ
- コサック強盗の一人 - アントン・パデーリン
- 農村地区警察官 - ヴィクトル・クニャツェフ
- ヨシフ・スターリン - ゲオルギ・マイスラッゼ
- 赤軍の装甲部隊の旅団長 - ロマン・グリブコヴ
- 赤軍の大尉、ジューコフの副官 - ニキタ・オストリーコヴ
- 赤の広場の歩哨 - オレグ・センチェンコ

## 評価
ノーヴァヤ・ガゼータのコラムニストであるラリーサ・マリューコワは、その映画評で、この映画について次のように書いた。
「私たちは"映画戦争"という壮大なものを望んでいたのに、愚かな子供向けの戦争映画になった。ドイツのクラウト（破壊活動諜報員）はバカで、おもちゃ雪のように白いロシアの白樺は敵の銃で破壊できない。あなたは古い映画の精神で冒険を望んでいたのだが、T-34の主任設計士コーシュキンがモスクワに走った1940年の1年前に作られた「戦車兵」の精神で、不器用で味気ないプロパガンダ作品を見せられることになった」。

## 参照
- 映画「T-34 主任設計者」（原題：Главный конструктор） - 1980 年のソ連映画 （YouTube スベルドロフスク映画スタジオ チャンネル）